# Circondario di Merzig-Wadern
Il circondario di Merzig-Wadern è uno dei circondari dello stato tedesco della Saarland.

## Città e comuni
(Abitanti al 31 dicembre 2021)
| Comuni del circondario | Città 1. Merzig, Città circondariale (29 609) 2. Wadern (15 697) | Comuni 1. Beckingen (14 923) 2. Losheim am See (15 983) 3. Mettlach (12 044) 4. Perl (8 872) 5. Weiskirchen (6 298) |